# رسم (فنون تشكيلية)

المونا ليزا هي واحدة من أكثر الوحات الفنية المعترف بها في العالم الغربي

التصوير هو استخدام الطلاء أو الخضب أو الألوان على سطح مثل الورق أو القماش، أو الخشب، أو الزجاج. ولكن عندما تستخدم في فني وبهذا المعنى، فان مصطلح «اللوحة» يعني استخدام هذا النشاط في توليفة مع الرسم، والتشكيل وغيرها من الاعتبارات الجمالية، من أجل اظهار التعبير والمفاهيم.
الطلاء الفني يستخدم كطريقه للتمثيل، وتوثيق جميع التعبير عن مختلف النوايا والموضوعات التي كما أن هناك العديد من الممارسين للحرفه. اللوحات يمكن أن تكون طبيعيه وتمثيليه كما هو الحال في رسم الحياة أو المناظر الطبيعية.
التكنولوجيا والرسم الفني:
دخلت التكنولوجيا حياتنا واستحوذت عليها وأيضا أثر ذلك في فن الرسم فمع تطور التكنولوجيا ووجود وسائل الاتصال الحديثة التي لم تكن موجودة من قبل أصبح الرسم سهلا ومتاحا لكل الناس حيث ظهر الكمبيوتر وبرامجه المتعددة التي تستطيع الرسم بشكل رائع ومنظم أكثر من الإنسان وتطورها حتى أصبحت لاغنى عنها لأي فنان معاصر وأهم الأمثلة (الرسم الإلكتروني) أو الرسم الرقمي حيث يقوم الفنان باستخدام برامج الرسم والشاشات الحديثة التي تعمل بالمس لعمل لوحة فنية رائعة وأيضا يمكنه مشاركتها عن طريق الإنترنت وهكذا أصبح الرسم سهلا جدا وفي متناول الجميع أن يبدعو وذلك بفضل التكنولوجيا التي ستغنينا عن القلم والورقة والريشة والألوان ولكن يظل ممارسة الرسم القديم بالورق والريشة متعة لامثيل لها لأي فنان أو شحص يحب الرسم وأتقنه بيده فسوف يجد برامج الكمبيوتر هذه سخيفة ومملة نوعا ما ويظل التساؤل ماذا كان سيفعل الفنانون القدامى في عصرنا هذا في وجود الحاسوب أمثال (مايكل أنجلو، بيكاسو، فان جوخ، بيسارو، ليوناردو دافينشي..) والكثير الكثير من الفنانين العظماء الذين لم يشهدوا الثورة التكنولوجية الآن وليس في إمكاننا أن نعرف ما سيكون ردة فعلهم عند مشاهدة جهاز يرسم بإتقان شديد دون ورق أو ريشة أو قلم أو حبر أو ألوان ويطبعها بعد الانتهاء.

## مواضيع مرتبطة
- رسم